# HD 73534
HD 73534は、地球からかに座の方向に約270光年離れた位置にある8等級の恒星である。周囲を太陽系外惑星が公転していることが知られている。

## 概要
HD 73534は太陽の1.16倍の質量と2.58倍の半径を持つ恒星で、質量の割に半径が大きいことからHD 73534は主系列星の段階を終えて準巨星へと進化しているとされている。表面温度は4,917 K（4,644 ℃）と太陽より低く、スペクトル分類ではG5IV型に分類される。
2009年にケック天文台で行われたドップラー分光法（視線速度法）の観測でHD 73534を公転する太陽系外惑星HD 73534 bが発見され、HD 179079を公転する惑星と同時にその存在が発表された。HD 73534 bは木星の1.11倍以上の質量を持つ巨大ガス惑星とされ、主星から約3 au離れた軌道を約4.8年かけて公転している。
| 名称 （恒星に近い順） | 質量              | 軌道長半径 （天文単位） | 公転周期 (日) | 軌道離心率    | 軌道傾斜角 | 半径               |
| --------------------- | ----------------- | ----------------------- | ------------- | ------------- | ---------- | ------------------ |
| b                     | ≥1.112 ± 0.059 MJ | 2.99 ± 0.15             | 1750 ± 24     | 0.126 ± 0.057 | —          | 1.251（理論上） RJ |

## 名称
2019年、世界中の全ての国または地域に1つの系外惑星系を命名する機会を提供する「IAU100 Name ExoWorldsプロジェクト」において、HD 73534系はブータン王国に割り当てられる惑星系となった。このプロジェクトは、「国際天文学連合100周年事業」の一環として計画されたイベントの1つで、ブータン国内での選考、国際天文学連合 (IAU) への提案を経て太陽系外惑星とその主星に固有名が承認されるものであった。2019年12月17日、IAUから最終結果が公表され、HD 73534はGakyid、HD 73534 bはDrukyulと命名された。これらは、幸福と、国民総幸福量開発哲学の発祥地であるブータンの国民的アイデンティティの象徴に関連したゾンカ語に由来しており、Gakyidは「幸福」、Drykyulはブータンの国内での呼び名「ドゥック・ユル」（「雷龍の国」の意）にちなんで名付けられた。